# Agustín Yáñez
Agustín Yáñez Delgadillo (Guadalajara, Jalisco; 4 de mayo de 1904 - Ciudad de México, 17 de enero de 1980) fue un novelista, ensayista, cuentista y político mexicano. Uno de los más grandes expositores de la novela mexicana posterior a la Revolución mexicana, y sin embargo, considerado precursor de la novela mexicana moderna.
Su obra más destacada Al filo del agua, publicada en 1947, marca un parteaguas en la literatura de México ya que incorpora novedosas técnicas narrativas y estilísticas de influencias europeas y estadounidenses como Faulkner, Kafka, Claudel y Joyce.
También desempeñó un papel destacado en la vida cultural y política de México como gobernador del estado de Jalisco de 1953 a 1959 y secretario de Educación Pública de México en el sexenio del presidente Gustavo Díaz Ordaz.

## Biografía
Nació el 4 de mayo de 1904 en Guadalajara, Jalisco (México), en donde hizo sus estudios primarios y universitarios. Su familia era oriunda del pueblo jalisciense de Yahualica, el cual visitaba constantemente, lo que influiría en su futura obra.
Fue licenciado (1929) por la Escuela de Jurisprudencia de Guadalajara y maestro (1951) por la Facultad de Filosofía y Letras de la UNAM con la tesis Don Justo Sierra: su vida, sus ideas y su obra, la cual le valió la mención cum laude por parte de sus sinodales Edmundo O'Gorman, Samuel Ramos y José Gaos, entre otros. Participó en la política y desempeñó importantes puestos públicos, entre ellos el de secretario de Educación de Nayarit entre 1930 a 1931 (participando en la fundación del Instituto de Ciencias y Letras, antecedente directo de la actual Universidad Autónoma de Nayarit), gobernador de Jalisco entre 1953 y 1959, secretario de Educación Pública de 1964 a 1970 (este cargo le permitió realizar valiosas reformas en el sistema educativo mexicano) y presidente de la Comisión Nacional de Libros de Texto Gratuitos (1976-1979). Asimismo, fue miembro del Seminario de Cultura Mexicana desde 1952 y de El Colegio Nacional al cual ingresó el 8 de julio del mismo año. Recibió el Premio Nacional de Ciencias y Artes en el área de Lingüística y Literatura en 1973.
Considerado un escritor de la corriente realista, se puede identificar fácilmente en su obra la amplia influencia de las vanguardias europeas de su época.
Su obra está compuesta por novelas, cuentos, ensayos y crítica literaria. Entre sus libros más conocidos están Al filo del agua (1947), La tierra pródiga (1960), Las tierras flacas (1962), Ojerosa y pintada (1960), Tres cuentos (1964) y Las vueltas del tiempo (1975). En 1973 obtuvo el Premio Nacional de Letras.
Murió a causa de un enfisema pulmonar y una deficiencia cardíaca a los 76 años, el 17 de enero de 1980, en la Ciudad de México. Fue sepultado en la Rotonda de los Hombres Ilustres, hoy Rotonda de las Personas Ilustres.

## Cargos públicos
Tuvo una extensa trayectoria académica y política, en la que se encuentran los siguientes cargos:
- Primer Rector del Instituto de Ciencias y Letras del Estado de Nayarit (1930-1931).
- Director de la Oficina de Radio de la Secretaría de Educación Pública (1932-1934).
- Miembro numerario de la Academia Mexicana de la Lengua, ingresó el 5 de septiembre de 1953 y fue su director de 1973 a 1980.[6]
- Gobernador del estado de Jalisco del 1 de marzo de 1953 al 28 de febrero de 1959.
- Director del Seminario de Creación Literaria.de la Facultad de Filosofía y Letras de la Universidad Nacional Autónoma de México (a partir de 1959)
- Embajador Extraordinario y Plenipotenciario, en Misión Especial, ante el Gobierno de la República de Argentina (mayo de 1960).
- Consejero de la Presidencia de la República (marzo de 1959 a septiembre de 1962).
- Secretario de Educación Pública (del 1 de diciembre de 1964 al 30 de noviembre de 1970).
- Presidente de la Comisión Nacional de Libros de Texto Gratuitos (1977-1979).

Recibió una enorme cantidad de premios y condecoraciones a nivel nacional e internacional.
Existe controversia sobre su posible nacimiento en el poblado jalisciense de Yahualica.

### Gestión en la Secretaría de Educación Pública

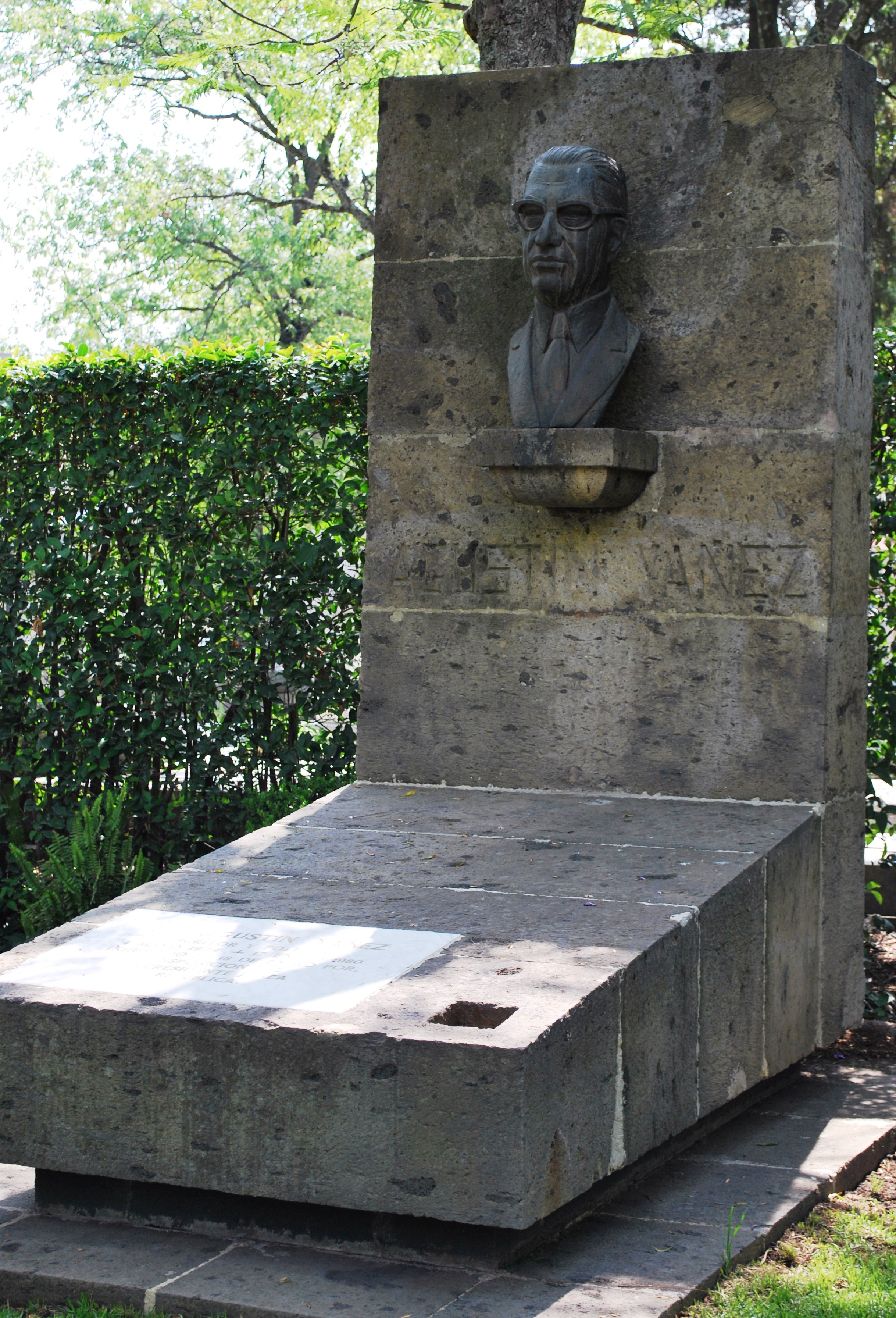
Sepulcro de Agustín Yáñez en la Rotonda de las Personas Ilustres (México).

Al entrar en funciones el presidente Gustavo Díaz Ordaz en diciembre de 1964, en su gabinete designó como secretario de Educación Pública a Agustín Yáñez, puesto en el que sustituía a Jaime Torres Bodet, que lo había desempeñado en el sexenio de Adolfo López Mateos.
Al principio de su gestión en 1965, se crea la Comisión Nacional de Planteamiento Integral de la Educación, con el objetivo de realizar una evaluación y proyección para la siguiente década, en la cual se dio mayor énfasis a la enseñanza primaria. Entre los resultados se hizo notar la necesidad de aplicación de nuevos paradigmas educativos como orientación vocacional, utilización de medios masivos de comunicación y unificación de la enseñanza media.
Durante su sexenio se lanza una campaña nacional de alfabetización, que fue reconocida por la Unesco en 1965 en el Congreso Mundial de Ministros de Educación para la liquidación del analfabetismo celebrado en Teherán, Irán, al que Yáñez asistió como presidente de la comisión en septiembre de aquel año. En aplicación de algunos acuerdos tomados en este congreso, la Secretaría a cargo de Agustín Yáñez usó por primera vez los medios de comunicación para la difusión de la educación, creándose el sistema de telesecundarias aplicándose primeramente al Distrito Federal, Hidalgo, Morelos, Oaxaca, Puebla, Tlaxcala y Veracruz.
Gracias al trabajo realizado en la Secretaría de Educación coordinada por Yáñez el analfabetismo en México descendió de 32.13 % a 23.94 % entre los años 1964 y 1970. Además el presupuesto educativo incrementó de 23.4 % que era en 1965 a 28.2 % en 1970.
Igualmente, su gestión dio gran impulso a la Educación media superior. Entre sus acciones concretas estuvieron la reestructuración de la Escuela Normal Superior y el Instituto Politécnico Nacional. Se crea, además, el Servicio Nacional de Orientación Vocacional con el fin de auxiliar al estudiantado en su elección de carrera.
Respecto a la unificación de la educación, el 1 de diciembre de 1965, Agustín Yáñez dispuso dar unidad pedagógica y técnica a la enseñanza media, ordenando que todas las escuelas de ese nivel se ajustaran al mismo plan de estudios y al programa que fueron aprobados en 1959. Y en 1966 decretó la unificación de calendarios escolares.
Con este mismo carácter, el también escritor creó la Academia de Artes, inauguró el Museo Nacional de las Culturas y el Centro Latinoamericano de Estudios para Conservación y Restauración.

## Obras
Con la publicación de tres obras, Flor de juegos antiguos (1941), Melibea, Isolda y Alda en tierras cálidas (1946), Archipiélago de mujeres (1943) y especialmente Al filo del agua (1947), alcanzó un gran reconocimiento. En 1939 editó las Crónicas de la Conquista, escribió su introducción, notas y llevando a cabo la selección de textos. En 1948 dirigió la edición de las Obras completas de Justo Sierra, que publicó la UNAM y en cuyo primer tomo Yáñez incluyó un estudio biográfico del autor. Su obra total es considerada un hito en la transformación de la novela hispanoamericana contemporánea.

### Ensayos
- Fray Bartolomé de las Casas, el conquistador conquistado (1942)
- El contenido social de la literatura iberoamericana (1943)
- Alfonso Gutiérrez Hermosillo y algunos amigos (1945)
- El clima espiritual de Jalisco (1945)
- Fichas mexicanas (1945)
- Yahualica (1946)
- Discursos por Jalisco (1958)
- La formación política (1962)
- Moralistas franceses (1962)
- Proyección universal de México (1963)
- Días de Bali (1964)
- Conciencia de la revolución (1964)
- Dante, concepción integral del hombre y de la historia (1965)
- Discursos al servicio de la educación pública (1964, 1965, 1966)

### Narrativas
- Ceguera roja (1923)
- Tipos de actualidad (1924)
- Divina floración (1925)
- Llama de amor viva (1925)
- Por tierras de Nueva Galicia (1928)
- Baralipton (1931)
- Espejismo de Juchitlán (1940)
- Genio y figuras de Guadalajara (1941)
- Flor de juegos antiguos (1942)
- Esta es mala suerte (1945)
- Melibea, Isolda y Alda en tierras cálidas (1946)
- Los sentidos del aire, Episodios de Navidad (1948)
- Tres cuentos, Serie del Volador, Joaquín Mortiz (1964)

### Novelas
- Pasión y convalecencia (1943)
- Al filo del agua (1947)
- La creación (1959)
- La tierra pródiga (1960)
- Ojerosa y pintada (1960)
- Las tierras flacas (1962)
- Perseverancia final (1967)
- Las vueltas del tiempo (1973)
- La ladera dorada (1978)
- Santa Anna, espectro de una sociedad (1981)